# أراك كونيجي
أراك كونيجي (الاسم العلمي:Salvadora koenigii) هو نوع غير مؤكد من النباتات يتبع جنس الأراك من الفصيلة الأراكية.